# St. Nikolaus (Dorsten)

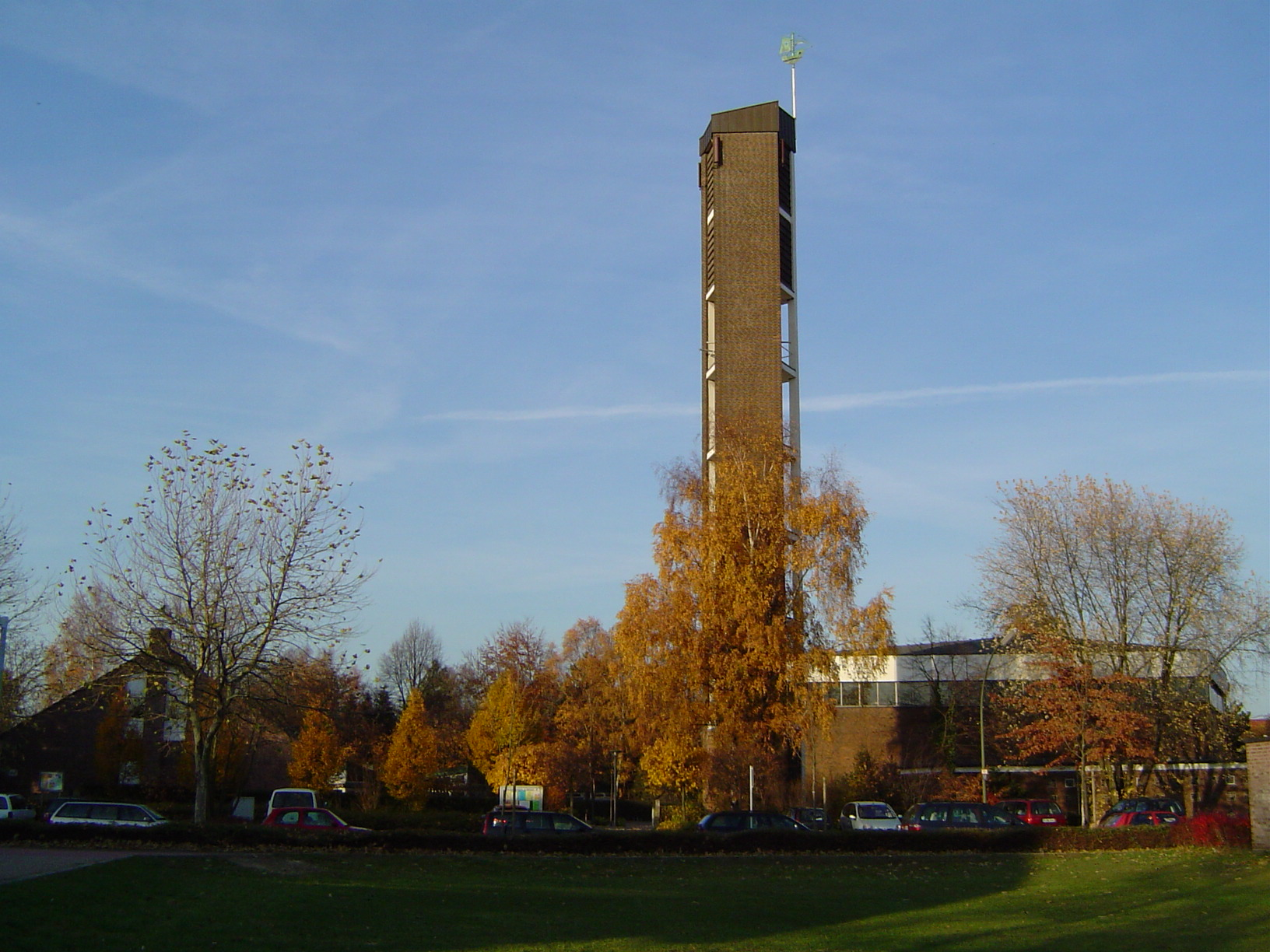
Kirche St. Nikolaus von der Klosterstraße aus

Die Kirche St. Nikolaus ist ein Sakralbau im Dorstener Stadtteil Hardt. 1964 wurde die von Manfred Ludes entworfene und gebaute Kirche eingeweiht. Die Gemeinde St. Nikolaus gehört zum Pfarrverband St. Agatha.

## Geschichte

### Chronik
Das große Anliegen und der Wunsch des Bischofs von Münster, Dr. Michael Keller, kleinere Gemeinden zu gründen, wurde von Propst Westhoff, Pastor von St. Agatha, begrüßt. Dem Wunsch des Bischofs entsprechend wurde im Jahre 1959 der Kirchbauverein St. Nikolaus gegründet. Die Mitglieder des Vereins waren bemüht, durch Spenden und Sammlungen eine zusätzliche Hilfe für den Kirchbau zu schaffen.
Am 6. Dezember 1962 wurde in aller Stille der erste Spatenstich getan. Am 6. Juni 1963 wurde unter großer Anteilnahme der Gemeindemitglieder durch Generalvikar Laurenz Böggering der Grundstein gelegt. Eine Bleihülse mit Urkunde wurde eingemauert. Am 3. Mai 1964 schließlich war Kirchweihe in St. Nikolaus, die durch Weihbischof Heinrich Tenhumberg vollzogen wurde. Die Gemeinde erlebte in der restlos gefüllten Kirche ihr erstes feierliches Hochamt.
Propst Westhoff, seine Kapläne Lepping und Sicking und auch die ortsansässigen Franziskaner-Brüder betreuten die Gemeinde. Am ersten Sonntag im September 1964 wurde Pastor Wernsmann in sein Amt als erster Pfarrer von St. Nikolaus eingeführt.
Pfingsten 2009 wurde die Pfarrgemeinde St. Nikolaus aufgelöst und mit den Gemeinden St. Agatha, St. Johannes und Heilig Kreuz zur neuen Pfarrei St. Agatha fusioniert.

### Bisherige Pfarrer der Gemeinde
- Pfarrer Hubert Wernsmann (September 1964 – 2. August 1969)
- Pfarrer Bernhard Fiedler (20. September 1969 – 24. Juni 1988)
- Pfarrer Franz Wilke (4. September 1988 – 28. September 2003)
- Pfarrer Norbert Becker (6. Dezember 2003 – Juli 2009)

Mit dem Pfarrverband ist ein Seelsorgeteam für die pastorale Betreuung zuständig.

## Konzept der Kirche
Der Grundriss der Kirche baut auf einem nach Osten gerichteten Fünfeck auf. Der hochragende Hauptraum wird von einem erdgeschossigen Kranz umlagert, der die Eingänge und Nebenräume aufnimmt. Der filigrane, freistehende Glockenturm hat ebenfalls einen fünfeckigen Grundriss. Zwei geschlossene Wandscheiben und ein Pfeiler in der Fünfeckspitze tragen die Glockenstube und den Helm, der von dem weithin sichtbaren Nikolausschiff gekrönt wird. Im fünfeckigen Hauptraum mit durchgehend umlaufendem oberen Fensterband wird der eigentliche Raum für die Gemeinde noch einmal durch sechs tragende Säulen und eine Parabelwand hinter der Altarinsel zusammengefasst. Die vier Bankblöcke sind auf den Altar ausgerichtet, der durch den parabelförmigen Wandschirm und die Struktur der gefalteten Decke eindeutig zum Schwerpunkt des Raumes wird.
Unterhalb der Orgelempore liegt, zwei Stufen abgesenkt, axial zum Altar, durch Wand und zwei Säulen betont, der Taufbrunnen, dessen Bedeutung als Eingangssakrament in die Gemeinschaft der Gläubigen so sinnfällig dargestellt wird.

## Orgel
Die Orgel wurde 1998 von dem Orgelbauer Franz Breil (Dorsten) erbaut. Das Schleifladen-Instrument hat 24 Register auf zwei Manualen und Pedal. Die Spiel- und Registertrakturen sind mechanisch.
| I Hauptwerk C–g3 |                  |       |
| 1.               | Principal        | 8′    |
| 2.               | Holzflöte        | 8′    |
| 3.               | Gemshorn         | 8′    |
| 4.               | Octave           | 4′    |
| 5.               | Koppelflöte      | 4′    |
| 6.               | Schweizerpfeife  | 2′    |
| 7.               | Cornettino I–III |       |
| 8.               | Mixtur IV–VI     | 1 ⁄3′ |
| 9.               | Trompete         | 8′    |

| II Schwellwerk C–g3 |              |        |
| 10.                 | Bourdun      | 8′     |
| 11.                 | Salicional   | 8′     |
| 12.                 | Schwebung    | 8′     |
| 13.                 | Principal    | 4′     |
| 14.                 | Nasard       | 2 ⁄3′  |
| 15.                 | Traversflöte | 4′     |
| 16.                 | Principal    | 2′     |
| 17.                 | Terz         | 1 3⁄5′ |
| 18.                 | Quinte       | 1 ⁄3′  |
| 19.                 | Fagott       | 8′     |
|                     | Tremulant    |        |

| Pedal C–f1 |                   |     |
| 20.        | Subbass           | 16′ |
| 21.        | Octave            | 8′  |
|            | Holzflöte (= 2.)  | 8′  |
| 22.        | Liebliche Posaune | 16′ |
|            | Trompete (= 9.)   | 8′  |

- Koppeln: II/I, I/P, II/P; II/II als Suboktavkoppel

## Aktionen der Gemeinde

### GemeindeNfest
Ein besonderer Höhepunkt im Jahr ist schon seit langem das Gemeindenfest. Zusammen mit der evangelischen Nachbargemeinde findet es seit 1979 jährlich statt.

### Ferienlager
Seit 1990 fahren ca. 65 Kinder, 16 Betreuer und ein Kochteam zu der holländischen Insel Ameland.
2005 gab es die erste Jugendfreizeit mit 12 Jugendlichen und 5 Betreuern, die nach Lägerdorf in der Nähe von Hamburg ging. Im Jahr 2006 ging es in die Nähe von Bremen.

## Zahlen

### Anzahl der Gemeindemitglieder
- 1964: ca. 2000
- 1974: ca. 3300
- 1984: ca. 3500
- 1994: ca. 4200
- 2004: ca. 4300

## Bilder

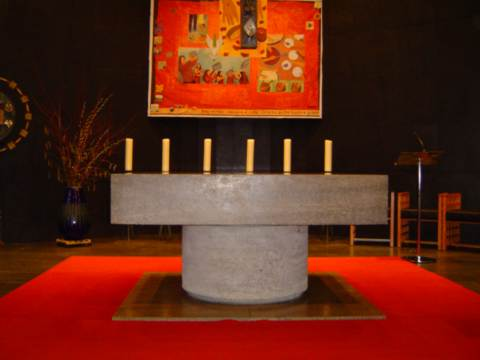
Altar
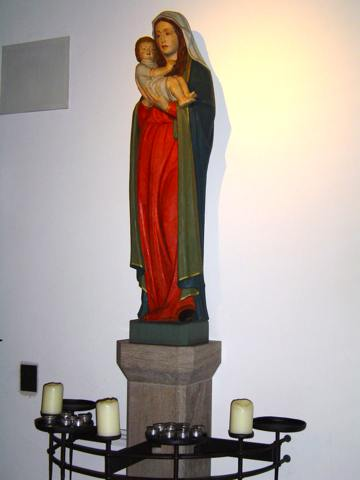
Marienstatue
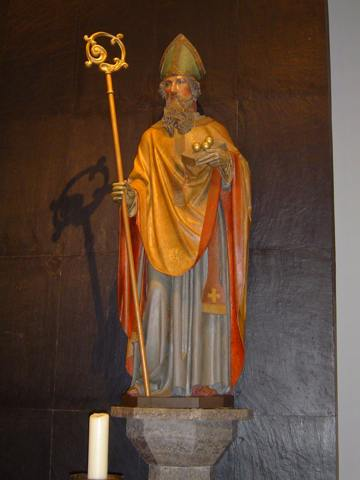
Nikolausstatue